# La Palmita, Sinaloa
La Palmita är en ort i Mexiko.   Den ligger i kommunen Guasave och delstaten Sinaloa, i den västra delen av landet, 1 200 km nordväst om huvudstaden Mexico City. La Palmita ligger 41 meter över havet och antalet invånare är 129.
Terrängen runt La Palmita är platt. Runt La Palmita är det ganska tätbefolkat, med 72 invånare per kvadratkilometer. Närmaste större samhälle är La Trinidad, 14,7 km väster om La Palmita. Trakten runt La Palmita består till största delen av jordbruksmark.